# Сопе, Барак
Барак Сопе (англ. Barak Sopé; род. 19 января 1955) — политик Вануату, лидер Меланезийской прогрессивной партии и до 2008 года член Парламента Вануату от острова Эфате. В период с 1999 по 2001 год был премьер-министром страны.
Получил школьное образование в одной из гимназий в пригороде австралийского города Мельбурн, а затем поступил в Южнотихоокеанский университет, расположенный в столице Фиджи, городе Сува. В студенческие годы увлекался марксизмом. В 1973 году Сопе, вернувшись на Новые Гебриды, стал секретарём партии Вануаку и министерским штатным сотрудником. Впоследствии был послом Вануату в различных странах Океании, а в 1982 году впервые попал в парламент Республики Вануату, получившей независимость в 1980 году. Выступал в поддержку строгой партийной дисциплины и радикальной внешней политики премьер-министра Уолтера Лини. Поддерживал различные освободительные движения, в том числе Революционный фронт за независимость Восточного Тимора, движения за независимость от Индонезии провинции Папуа и от Франции Новой Каледонии; сотрудничал с ливийскими лидерами, что, в конце концов, привело к разногласиям с Лини. В декабре 1988 года за попытку мятежа был приговорён к месячному тюремному заключению, однако вскоре был амнистирован. В этом же году основал собственную партию, Меланезийскую прогрессивную партию, которая на всеобщих парламентских выборах завоевала пять мест. С февраля по август 1996 года Сопе был министром финансов, а затем в течение короткого времени занимал пост заместителя премьер-министра, а также министра торговли, коммерции, промышленности и туризма.
В мае 1997 года занял пост заместителя премьер-министра, а также министра торговли, коммерции, промышленности и туризма. 25 ноября 1999 года в ходе голосования в парламенте Сопе был избран премьер-министром Вануату, получив поддержку 28 парламентариев (против проголосовали 24 депутата). 13 апреля 2001 года правительству Сопе был вынесен вотум недоверия и он был вынужден уйти в отставку, уступив пост оппозиционному лидеру Эдварду Натапеи. Кроме того, ему были предъявлены обвинения в отмывании денег (нескольких миллионов долларов США), за что в июле 2002 года был приговорён к трём годам лишения свободы. В ноябре 2002 года Сопе, попавший из-за сахарного диабета в больницу, был помилован президентом страны, несмотря на сильное недовольство со стороны Австралии и Новой Зеландии. После того, как 29 июля 2004 года премьер-министром Вануату стал Серж Вохор, Сопе занял пост министра иностранных дел, оставаясь им до ноября того же года, когда он был вынужден уйти из-за скандала, связанного с попыткой установления дипломатических отношений с Тайванем. В декабре 2004 года, с приходом Хама Лини, Сопе вернулся в состав Кабинета министров, заняв пост министра сельского, лесного и рыболовного хозяйства.
В результате выборов, состоявшихся в сентябре 2008 года, Сопе потерял своё место в парламенте.